# Аделхис (драма)
Аделхис (на италиански: Adelchi) е пиеса на италианския писател Алесандро Мандзони, историческа трагедия в стихове, публикувана през 1822 година.
Сюжетът е базиран приблизително на събития от последните години на Лангобардското кралство в края на VIII в. и описва сблъсъка между миролюбието на главния герой, лангобардския принц Аделхис, и желанието за отмъщение на баща му Дезидерий, което довежда до фатална за кралството война срещу франките на Карл Велики.